# Anselm von Havelberg
Anselm von Havelberg (* um 1099; † 12. August 1158 bei Mailand) war ein Reichspolitiker, theologischer Gelehrter und Bischof von Havelberg (amt. 1129–1155) sowie Erzbischof von Ravenna (amt. 1155–1158).

## Leben
Anselm von Havelberg, vermutlich aus Sachsen (möglicherweise dem Bistum Halberstadt) stammend, studierte vermutlich in Lüttich und lernte dort Wibald von Stablo und Arnold von Wied kennen, mit denen er lange freundschaftlich verbunden blieb. Möglicherweise lernte er hier auch Rupert von Deutz kennen und entwickelte eine Abneigung gegen denselben, die später in seiner Epistola apologetica zu Tage treten sollte. Im Zuge der Gründung der Abtei Prémontré, dem Mutterhaus der Norbertiner (später bekannt als Prämonstratenser) wurde er Schüler Norberts von Xanten und schloss sich der jungen Gemeinschaft an.
1129 wurde Anselm zum Bischof von Havelberg ernannt und von Norbert von Xanten, der inzwischen Erzbischof von Magdeburg (amt. 1126–1134) war, geweiht. Nach dem Tod Norberts 1134 übernahm Anselm teilweise dessen diplomatische Aufgaben. Er diente drei römisch-deutschen Reichsoberhäuptern (Lothar III., Konrad III. und Friedrich I. Barbarossa) als Gesandter bzw. Diplomat.
Die Gründung des Prämonstratenser-Klosters Jerichow im Jahr 1144, die maßgeblich auf Anselm zurückgeht, diente auch der Wiederherstellung des Bistums Havelberg. Zudem erhielt er von König Konrad III. einen Schutzbrief für sein Bistum Havelberg, das durch den sogenannten Wendensturm zum Teil entvölkert bzw. von paganen Wenden besiedelt worden war. Somit konnten aus anderen Gegenden Kolonisten kommen, die von Abgaben und Dienstleistungen befreit waren. 1147 nahm er als päpstlicher Legat von Papst Eugen III. am Kreuzzug gegen die Wenden teil. Danach konnte in Anselms Pontifikat der Bau des Domes und der Wiederaufbau der Stadt begonnen werden. 1150 gründete der Bischof schließlich das Prämonstratenser-Stift am Dom zu Havelberg und erhob das Stiftskapitel zum Domkapitel des Bistums Havelberg.
Im Auftrag Kaiser Lothars hielt Anselm sich 1135/1136 am byzantinischen Hof in Konstantinopel auf, um Bündnisverhandlungen zu führen. Auf Anregung des byzantinischen Kaisers disputierte er zu verschiedenen Anlässen mit dem Erzbischof Niketas von Nikomedien und möglicherweise mit Basileios von Achrida, Erzbischof von Thessaloniki, über die dogmatischen Unterschiede zwischen römischer und griechischer Lehre. Darüber berichtete er in den in lateinischer Sprache verfassten Niederschriften Anticimenon (auch Dialogi oder Dialogorum libri tres bezeichnet) mit Band I. Entwicklung des Glaubens im Alten und Neuen Testament und in der Kirche sowie Band II. und III. Dogmatische Lehrgegensätze zwischen der römischen und der griechischen Kirche; das Werk gilt als die wichtigste Schrift Anselms. Als weiteres Hauptwerk kann die Epistola apologetica (ca. 1145/46 verfasst) gelten, in der Anselm eine umfassende philosophisch-theologische Verteidigung des weltzugewandten Regularkanonikerstandes gegenüber von Kritik aus den Reihen des traditionellen benediktinischen Mönchtums vornimmt. Unter anderem plädiert der Havelberger Bischof in diesem Werk für eine signifikante Aufwertung der vita activa gegenüber der traditionell bevorzugten vita contemplativa; die vollständige Christus-Nachfolge besteht seiner Ansicht nach besonders in der Zuwendung zum Nächsten, etwa in der Predigt und Sakramentenspendung.
Nach Thronbesteigung von Friedrichs I. 1152 als römisch-deutscher König wurde er dessen Gesandter in Rom, wo er 1153 einen bedeutenden Beitrag leistete zum Abschluss des Konstanzer Vertrages zwischen Papst Eugen III. und König Friedrich I. für dessen Bedingungen für eine Kaiserkrönung als Kaiser des römisch-deutschen Reiches. Er wurde 1155 als Dank von Friedrich I. zum Erzbischof und Exarch von Ravenna ernannt und erhielt am 18. Juni 1155, am Tag der Kaiserkrönung Friedrich I. Barbarossa, das erzbischöfliche Pallium aus der Hand von Papst Hadrian IV.
Er war Teilnehmer am Zweiten Italienzug von Friedrichs I. und starb während der Belagerung von Mailand 1158 im Heerlager. Er wurde in der Kathedrale von Ravenna bestattet. Die Sarginschrift lautet Anselmus, servus servorum Dei, divina gratia sanctae Ravennatis Ecclesiae Archiepiscopus et eiusdem civitatis Exarchus.

## Werke
- Anselm von Havelberg: Epistola apologetica. Edition, Übersetzung, Kommentar, hrsg. v. Jonas Narchi (Klöster als Innovationslabore, Bd. 13), Regensburg: Schnell & Steiner, 2024.